# Hirschfeldia
Hirschfeldia é um género botânico pertencente à família Brassicaceae.